# Gyula Sax
Gyula Sax (né le 18 juin 1951 à Budapest et mort le 25 janvier 2014 à Kecskemét) est un grand maître hongrois du jeu d'échecs.

## Carrière

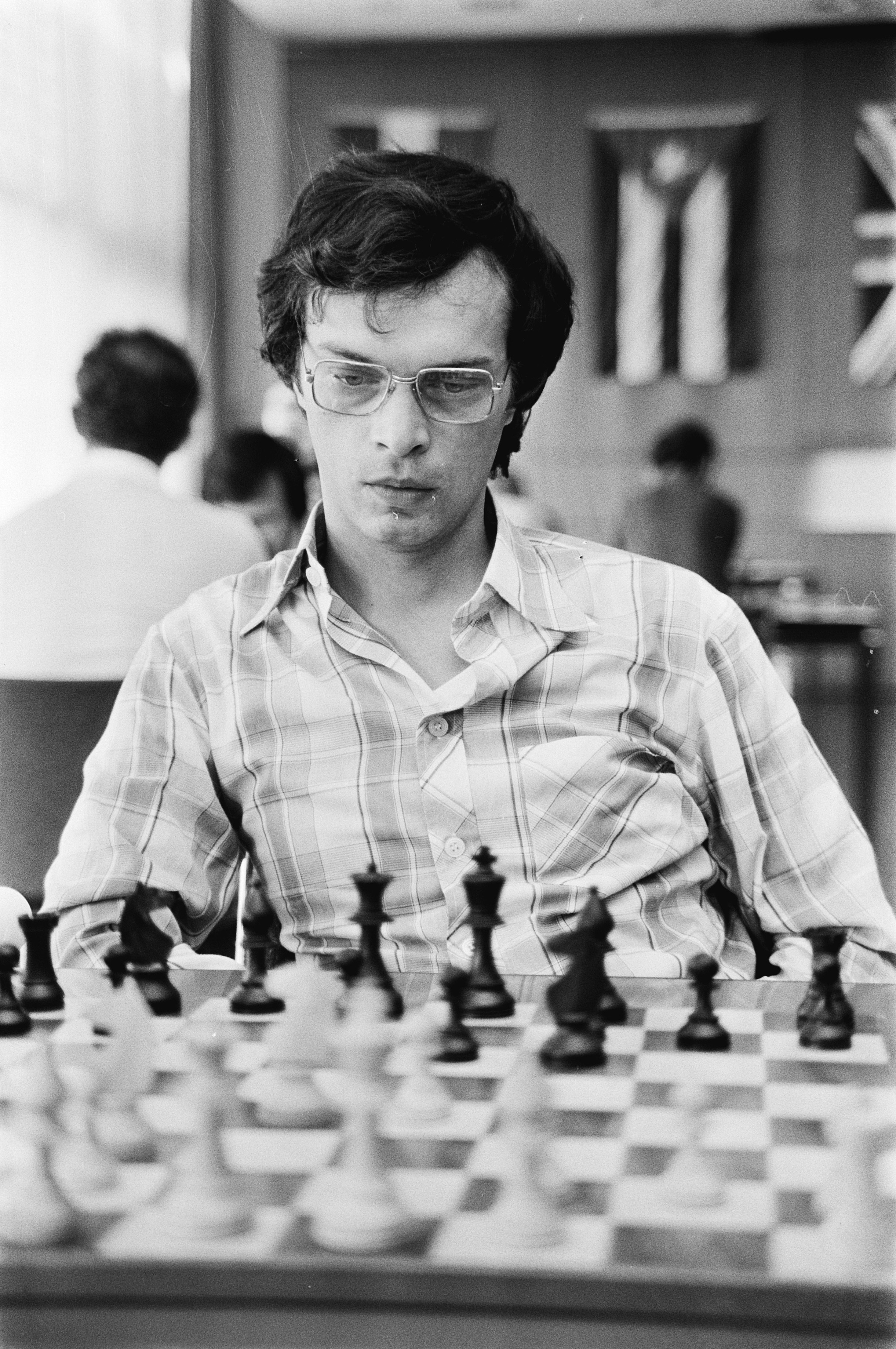
Gyula Sax en 1979

En 1971-1972, Sax est le champion d'Europe junior. Il décroche le titre de maître international en 1972 et celui de grand maître en 1974. Sax remporte le championnat national hongrois en 1976 et 1977 (ex æquo) et termine 1er à Rovinj-Zagreb 1975, Vinkovci 1976, Las Palmas 1978 et  Amsterdam 1979 (tournoi d'échecs IBM). Il gagne l'Open du Canada 1978 et l'open de Lugano en 1984. Il participe deux fois de suite au tournoi des candidats après s'être qualifié au tournoi interzonal de Subotica en 1987 et à celui de Manille en 1990, mais est éliminé par Nigel Short (+0 =3 -2) en 1988 et par Viktor Kortchnoï (+1 =6 -1 puis +0 =1 -1 au départage en parties rapides) en 1991. Son plus haut classement Elo est de 2610 en janvier 1988 et en janvier 1989 où il est 12e joueur mondial (ex æquo) .